# Chris Hawk
Christopher Lee Hawk (Maywood (California), 16 de febrero de 1951-San Clemente, 23 de octubre de 2009) fue un surfista estadounidense.

## Biografía
Hawk se hizo surfista en la década de los 80 y sus cabalgadas se hicieron conocidas en Orange County.
El 18 de septiembre de 2009, Hawk entró en el Salón de la Fama de los Surfistas de Huntington Beach. Normalmente estas nominaciones se realizan en julio pero la entrada de Hawk de aceleró ya que se la había diagnosticado un cáncer de boca terminal. Justo un mes después, Hawk fallecía en su casa de San Clemente.